# 遼寧成大
遼寧成大股份有限公司 (上交所：600739)，簡稱遼寧成大，是中國遼寧大連一家民營企業，從事商品進口及出口、農業副產品收購、化肥、醫藥、房屋租賃、倉儲等業務。公司在1993年成立，並在1996年於上海證券交易所發行A股上市。
辽宁成大是广发证券的大股东之一。
2020年2月9日晚辽宁成大公告显示，粤民投旗下韶关高腾拿下辽宁成大12.64%股权，成为辽宁成大第一大股东。
以控股辽宁成大的方式，进而控股广发证券，是粤民投的路径所在。
广发证券2019年三季报显示，辽宁成大对广发证券完成了30万股的增持，持股比例达到16.40%，与第一大股东吉林敖东16.43%的持股相差仅为0.03%。

## 連結
- 遼寧成大股份有限公司 （页面存档备份，存于）